# Mycosphaerella adonis
Mycosphaerella adonis är en svampart som tillhör divisionen sporsäcksvampar, och som först beskrevs av Pier Andrea Saccardo, och fick sitt nu gällande namn av Gustav Lindau. Mycosphaerella adonis ingår i släktet Mycosphaerella, och familjen Mycosphaerellaceae. Arten är reproducerande i Sverige.